# Mystacides longicornis
Mystacides longicornis – gatunek owada z rzędu chruścików i rodziny Leptoceridae. Larwy prowadzą wodny tryb życia, budują przenośne domki.
Jest to gatunek eurosyberyjski, nie występujący w Islandii. Larwy zasiedlają jeziora, strefę oczeretową rzek oraz wody słonawe. W Polsce głównie na niżu. Limnebiont, preferuje strefę elodeidową. Wydaje się, że jest to jeden z najbardziej typowych i charakterystycznych gatunków Trichoptera jezior.
Jest to gatunek pospolicie i licznie występujący w jeziorach Pojezierza Pomorskiego, Mazurskiego, Wielkopolskiego i Łęczyńsko-Włodawskiego. Larwy łowione głównie w strefie roślinności elodeidowej, obecne także w strefie helofitów (głównie latem). Stosunkowo często spotykany był w starorzeczach Doliny Narwi, brak natomiast w starorzeczach Doliny Biebrzy.
M. longicornis jest często spotykany w jeziorach, stawach i zalewach morskich Skandynawii. Występuje w jeziorach Estonii, pospolicie w jeziorach Łotwy oraz Litwy. Wykazywany z jezior Niemiec, Holandii, Wielkiej Brytanii. Występuje w wodach o pH 5,2–9,4. Występowanie odnotowano w jeziorach Włoch, imagines poławiano nad Balatonem, larwy stwierdzone w zachodniosyberyjskim jez. Czany.